# جام قهرمانان کونکاکاف ۱۹۷۰
جام قهرمانان کونکاکاف ۱۹۷۰ ششمین دوره مسابقات بین‌المللی فوتبال باشگاهی سالانه جام قهرمانان کونکاکاف بود که در منطقه کونکاکاف (آمریکای شمالی، آمریکای مرکزی و دریای کارائیب) برگزار شد.
مسابقات از ۲۶ آوریل تا ۵ ژوئن ۱۹۷۰ تحت سیستم رفت و برگشت برگزار شد. تیم‌ها به سه منطقه (آمریکای شمالی، آمریکای مرکزی و کارائیب) تقسیم شدند که تیم‌های برنده هر کدام به مسابقات نهایی راه یافتند. مسابقات نهایی برگزار نشد و کروز آزول پس از انصراف دپورتیوو ساپریسا و ترانسوال قهرمان کونکاکاف اعلام شد.

## منطقه آمریکای شمالی
| نیویورک گریک امریکان | ۰–۱ | کروز آزول |
| -------------------- | --- | --------- |
|                      |     |           |

| کروز آزول | ۵–۰ | نیویورک گریک امریکان |
| --------- | --- | -------------------- |
|           |     |                      |

## منطقه آمریکای مرکزی

### مرحله اول
گروه A

| رتبه | تیم           | بازی | برد | مساوی | باخت | گل زده | گل خورده | گل تفاضل | امتیاز | صلاحیت                          |
| ---- | ------------- | ---- | --- | ----- | ---- | ------ | -------- | -------- | ------ | ------------------------------- |
| ۱    | ساپریسا       | ۴    | ۴   | ۰     | ۰    | ۱۵     | ۲        | ۱۳+      | ۸      | مرحله نهایی منطقه آمریکای مرکزی |
| ۲    | اتلتیکو مارته | ۴    | ۲   | ۰     | ۲    | ۱۰     | ۵        | ۵+       | ۴      |                                 |
| ۳    | دیریانگن      | ۴    | ۰   | ۰     | ۴    | ۱      | ۱۹       | ۱۸−      | ۰      |                                 |

- اتلتیکو مارته ۵–۰ دیریانگن
- دیریانگین ۱–۳ اتلتیکو مارته
- اتلتیکو مارته ۱–۱ ساپریسا
- ساپریسا ۳–۱ اتلتیکو مارته
- ساپریسا ۹–۰ دیریانگن
- دیریانگن ۰–۲ ساپریسا

گروه B
- المپیا ۳–۲ مونیسیپال
- مونیسیپال ۰–۰ المپیا

### مرحله نهایی
| ساپریسا | ۱–۰ | المپیا |
| ------- | --- | ------ |
|         |     |        |

| المپیا | ۱–۴ | ساپریسا |
| ------ | --- | ------- |
|        |     |         |

## منطقه کارائیب

### مرحله اول
| ترانسوال | ۲–۰ | ماپل |
| -------- | --- | ---- |
|          |     |      |

| ماپل | ۱–۲ | ترانسوال |
| ---- | --- | -------- |
|      |     |          |

| اس‌یوبی‌تی | ۲–۵ | راسینگ هائیتی |
| -------- | --- | ------------- |
|          |     |               |

| راسینگ هائیتی | ۱–۱ | اس‌یوبی‌تی |
| ------------- | --- | -------- |
|               |     |          |

### مرحله دوم
| سانتوس | ۱–۱ | راسینگ هائیتی |
| ------ | --- | ------------- |
|        |     |               |

| راسینگ هائیتی | ۰–۲ | سانتوس |
| ------------- | --- | ------ |
|               |     |        |

### مرحله نهایی
| سانتوس | ۰–۲ | ترانسوال |
| ------ | --- | -------- |
|        |     |          |

| ترانسوال | ۳–۱ | سانتوس |
| -------- | --- | ------ |
|          |     |        |

## فینال
تیم‌های دپورتیوو ساپریسا و ترانسوال هردو از مسابقات انصراف دادند و کروز آزول به عنوان تنها تیم باقی مانده، قهرمان مسابقات اعلام شد.